# 전문서비스 로봇
전문서비스 로봇이란 의료로봇, 국방로봇과 같이 전문가를 보조하며, 서비스를 제공하는 서비스 로봇이다. 로봇기술의 발달로 건설로봇, 의사로봇, 교사로봇, 경찰로봇 등 다양한 서비스가 가능한 로봇으로 진화될 것이다. 2100년경 영화 아이로봇이 그린 미래사회처럼, 각종 전문서비스로봇이 모든 산업분야에서 활약하는 로봇화된 사회가 실현될 것으로 기대된다.